# Tillandsia 'Hidden Charm'
Tillandsia 'Hidden Charm' es un cultivar híbrido del género Tillandsia perteneciente a la familia Bromeliaceae.
Es un híbrido creado en el año 2000 con las especies Tillandsia seleriana × Tillandsia ionantha.